# Kiewłaki
Kiewłaki est un village de Pologne, situé dans la gmina de Brańsk, dans le Powiat de Bielsk Podlaski, dans la voïvodie de Podlachie.
Selon le recenssement de la commune de 1921, ont habité dans le village 180 personnes, dont 171 étaient catholiques, 2 orthodoxes, et 7 judaïques. Parallèlement, 179 habitants ont déclaré avoir la nationalité polonaise, 1 la nationalité biélorusse. Dans le village, il y avait 23 bâtiments habitables.

## Source
- (en) Cet article est partiellement ou en totalité issu de l’article de Wikipédia en anglais intitulé « Kiewłaki » (voir la liste des auteurs).